# راک-سو
راک-سو (به انگلیسی: Rak-Su) گروه موسیقی انگلیسی است.
آن‌ها در سال ۲۰۱۷ و در فصل چهاردهم ایکس فاکتور بریتانیا اول شدند.